# Death metal
Death metal – ekstremalny gatunek muzyki heavymetalowej. Opierając się na muzycznej strukturze thrash metalu i wczesnego black metalu, death metal pojawił się w połowie lat 80. XX wieku. Nazwa „death metal” w dosłownym znaczeniu oznacza „metal śmierci”. Za twórcę terminu death metal powszechnie uznawany jest Jeff Becerra, autor utworu o tym samym tytule z albumu Seven Churches grupy Possessed z 1985 roku.
Zespoły takie jak Possessed, Death, Necrophagia, Obituary, Autopsy i Morbid Angel są uznawane za pionierów death metalu. Do znaczących zespołów zalicza się także Cannibal Corpse.

## Charakterystyka gatunku
Gatunek cechują m.in. charakterystyczna forma ekspresji wokalnej zwana growlingiem (zwłaszcza głęboki growl), ulegająca na przestrzeni lat zmianom w zależności od radykalizacji brzmieniowej samej muzyki, jak i warstwy lirycznej poruszanej przez poszczególne zespoły; nieludzkie głosy (często w postaci odpowiednio spreparowanego krzyku); szybka bądź wolna (czasami bardzo wolna) praca gitar, nagłe zmiany tempa, tonacji i metrum w utworach, perkusyjne blasty oraz double bass drum (technika podwójnego mechanizmu nożnego w bębnie wielkim). Zwykle wyeksponowana jest technika gry wymagająca wysokich umiejętności, natomiast gitary są ekstremalnie przestrojone i nisko nastrojone. Do muzyki są często dodawane różne dodatkowe dźwięki, np. dzwony kościelne czy szum wiatru, głównie we wstępach utworów lub przy zakończeniach.
Pod względem kompozycyjnym wskazanie cech charakterystycznych death metalu jest utrudnione, gdyż gatunek ten z założenia miał przekraczać granice ekspresji wyznaczone przez, już epatujący agresywną narracją i negujący większość zasad harmonii, thrash metal. Podstawowym tworzywem muzycznym jest w muzyce death metalowej barwa dźwięku uzyskiwana za pomocą bardzo mocno przesterowanego wzmacniacza gitarowego. W połączeniu z bardzo uwydatnioną nagłośnieniem perkusją, figury rytmiczne wykonywane na gitarze są trzonem kompozycji. Uzyskanie odpowiedniego nastroju, dawkowanie napięcia i kontrola dynamiki są nadrzędne względem zachowania tradycyjnej struktury tonalnej. Muzycy świadomie posługują się przy tym dysonansami, które dzięki uwydatnionym poprzez przesterowanie alikwotom mogą tworzyć powtarzalne frazy mające w kontekście utworu sens muzyczny mimo atonalności. Poszczególne frazy (zwane tu zazwyczaj riffami) połączone są w grupy, których następstwo wyznaczają przede wszystkim odgórnie zaplanowane przez kompozytora dynamika i tempo narracji muzycznej. W efekcie narracja ta często przybiera skrajnie niespokojny i „postrzępiony” przebieg, który podkreśla zazwyczaj gwałtowną i pesymistyczną wymowę utworów.
Tradycyjna tematyka tekstów dla tego gatunku porusza zagadnienia okultyzmu, ezoteryki, śmierci (w szerokim tego słowa znaczeniu) w tym eutanazji, aborcji, zbrodni przeciwko ludzkości, morderstw, dzieciobójstwa; także deprawacji społeczeństwa (kazirodztwo, konsumpcjonizm, akty przemocy, gwałty) oraz zagadnienia związane z Biblią i negatywnymi postaciami (np. diabłami, potworami, mutantami). Satanizm wszelkiej postaci również się pojawia, ale jest jednak domeną black metalu. Są zespoły prezentujące w utworach treści o tematyce społecznej i politycznej (Obituary, Dying Fetus) oraz nawet lirycznych (Death) czy historycznej (Nile). Death metal nie posiada obecnie granic tematycznych.

## Historia
Opierając się na muzycznej strukturze thrash metalu i wczesnego black metalu, death metal pojawił się w połowie lat 80. XX wieku. Do prekursorów gatunku zalicza się m.in. grupy Death, Possessed, Obituary oraz Morbid Angel. Pierwsze nagrania gatunku to m.in. Seven Churches autorstwa Possessed, wczesne nagrania demo grupy Death oraz jej pierwszy album zatytułowany Scream Bloody Gore, jednakoż część historyków muzycznych określa owe nagrania jako post thrash metal – w przeciwieństwie do World Downfall autorstwa zespołu Terrorizer z 1989 roku, Morbid Angel (album Altars of Madness, 1989 rok), Obituary (album Slowly We Rot z 1989 r.), Autopsy (album Severed Survival, 1989 rok), Pestilence (album Consuming Impulse, 1989 rok), Morgoth (demo Pits Utumno 1988 r., album EP Resurrection Absurd z 1989 r. oraz Cursed z 1991 roku), Entombed (album Left Hand Path z 1990 r.), Deicide (album Deicide, 1990 rok), czy też wyraźnie death metalowego longplaya Harmony Corruption grupy Napalm Death wydanego w 1990 roku oraz nagrań dwóch innych brytyjskich grup Bolt Thrower i Carcass.

## Podgatunki
- Black/death metal – synteza dwóch gatunków, charakteryzująca się techniczną deathmetalową grą, płynnymi i melodyjnymi elementami obecnego black metalu oraz często zaczerpnięciem jego tematyki (satanizm, okultyzm itp.), przedstawiciele to m.in. obecny Behemoth, Myrkskog, Zyklon, Dissection, Acheron.
- Brutal death metal – death metal z wpływami goregrindu, przedstawiciele to m.in. Nile, amerykański Disgorge, Cannibal Corpse, Devourment, Origin oraz Suffocation.
- Death and Roll – znany również jako Death 'n Roll, będący pochodną death metalu i hard rocka, przedstawiciele to m.in. Six Feet Under, Entombed, Dismember oraz Gorefest.
- Deathgrind – pochodna death metalu oraz grindcore’u, przyjmująca charakterystyczną dla niego „gardłową” odmianę growlingu i „ciężar” samej muzyki oraz złożoność formy muzyki death metalowej, przedstawiciele to m.in. Dying Fetus, Brutal Truth oraz Cephalic Carnage.
- Death doom – podgatunek death metalu inspirowany klasyczną formą doom metalu, ważniejsi przedstawiciele to grupy Asphyx, Disembowelment, My Dying Bride, Anathema (wczesna) czy też Paradise Lost.
- Melodic death metal – znany również jako melodeath, charakterystyczne dla odmiany są melodyjne utwory, nierzadko czysty śpiew lub stonowany growling, ważniejsi przedstawiciele gatunku to grupy At the Gates, In Flames (wczesne) Entombed, Arch Enemy oraz Dark Tranquillity.
- Progresywny death metal – cechą charakterystyczną dla podgatunku są m.in. złożoność harmonii oraz rytmu utworów oraz silne wpływy jazzu czy też fusion, przedstawiciele to m.in. Cynic, Atheist, Pestilence, Opeth, a także (później) Death.
- Techniczny death metal – technika gry wyeksponowana jeszcze bardziej niż w przypadku progresywnego death metalu. W utworach często słychać (lecz w mniejszym stopniu niż w wypadku progresywnego death metalu) wpływy muzyki neoklasycznej (Necrophagist) czy też fusion (Cryptopsy), inni przedstawiciele to m.in. (późny) Death, Gorguts (wczesny) Kataklysm czy też rodzime Decapitated, Lost Soul.